# Der Irland-Krimi: Mond über Galway
Mond über Galway ist ein deutscher Kriminalfilm von Matthias Tiefenbacher aus dem Jahr 2023. Es handelt sich um die achte Episode zur ARD-Kriminalfilmreihe Der Irland-Krimi. Die Erstausstrahlung erfolgte am 19. Oktober 2023 im Rahmen des Donnerstags-Krimis zur Hauptsendezeit auf Das Erste.

## Handlung
Die in Galway ansässige deutsche Psychologin Cathrin Blake beschäftigt sich mit ihrer ehemaligen, an einer Borderline-Persönlichkeitsstörung leidenden, Klientin Moon Flynn, nachdem sie und ihr Freund Colin Carrol vor Blakes Augen versucht haben, von einem Hochhausdach sich hinab zu stürzen. Während sie Moon noch rechtzeitig ins Gewissen reden kann, ist Flynns Freund geradezu in den Tod gesprungen. Colins Bruder Ben und sein Vater Jonathan Carroll und Moons Mutter Saoirse zeigen sich bei der Aufarbeitung des Vorfalls wenig kooperativ. Blake gelingt es, dass Moon ihre vorzeitig abgebrochene Therapie bei mir wieder fortführt.

## Produktionsnotizen
Die Dreharbeiten für Mond über Galway erstreckten sich unter dem Arbeitstitel Galway Girl zeitgleich mit der vorhergehenden Episode Blackout vom 17. Oktober 2022 bis zum 9. Dezember 2022 und fanden im County Wicklow und in weiterer Umgebung von Dublin statt.